# ウィリアム・トンソン (初代リヴァーズデイル男爵)
初代リヴァーズデイル男爵ウィリアム・トンソン（英語: William Tonson, 1st Baron Riversdale、出生名ウィリアム・ハル（William Hull）、1724年5月3日 – 1787年12月4日）は、アイルランド王国の軍人、政治家、貴族。

## 生涯
リチャード・トンソン（Richard Tonson、1773年6月24日没、アイルランド庶民院議員）の庶子として、1724年5月3日に生まれた。
第53歩兵連隊の中佐として、七年戦争におけるスペインによるポルトガル侵攻においてシャウムブルク＝リッペ伯ヴィルヘルムの配下として戦った。また、コーク県駐留軍の副総督（lieutenant governor）にも任命された。
1773年に父が死去するとその遺産を継承、1778年8月30日にジョージ3世の認可状（royal license）を受けて姓を父の姓であるトンソンに改めた。
1768年から1776年までチュアム選挙区の、1776年から1783年までラスコーマック選挙区の代表としてアイルランド庶民院議員を務めた後、1783年10月13日にアイルランド貴族であるコーク県におけるラスコーマックのリヴァーズデイル男爵に叙され、同年12月8日にアイルランド貴族院議員に就任した。
1787年12月4日にチャリング・クロスで死去、息子ウィリアムが爵位を継承した。

## 家族
1773年11月、ローズ・バーナード（Rose Barnard、1758年3月8日 – 1810年5月26日、ジェームズ・バーナードの娘）と結婚、8男2女をもうけた。
- リチャード（1774年11月9日 – ?） - 夭折
- ウィリアム（1775年12月8日 – 1848年4月3日） - 第2代リヴァーズデイル男爵
- ジェームズ・バーナード（1776年11月9日 – 1803年2月11日） - 生涯未婚
- リチャード（1778年1月1日 – 1794年9月17日 マルティニーク） - 陸軍軍人
- エスター・シャーロット（Esther Charlotte、1779年3月23日 – ?） - 1802年2月27日、ジョセフ・ベアード（Joseph Baird、ウィリアム・ベアードの息子）と結婚、子供あり
- フランシス（Francis、1780年3月6日 – 1798年11月1日） - 海軍軍人
- チャールズ・ラッドロー（1781年7月9日 – 1837年8月20日） - 生涯未婚
- ヘンリー（1783年2月6日 – 1805年2月 セイロン島） - 陸軍軍人
- ラッドロー（1784年3月6日 – 1861年12月12日） - 第3代リヴァーズデイル男爵、聖職者、生涯未婚
- シャーロット（1786年12月25日 – 1830年12月） - 生涯未婚